# Ioan Oprescu
Ioan Oprescu (n. 7 aprilie 1865 - d. ?) a fost unul dintre generalii Armatei României din Primul Război Mondial.
A îndeplinit funcția de comandant de divizie în campania anului 1916.

## Cariera Militară
După absolvirea școlii militare de ofițeri cu gradul de sublocotenent, Ioan Oprescu a ocupat diferite poziții în cadrul unităților de cavalerie sau în eșaloanele superioare ale armatei, cele mai importante fiind cele de comandant al Regimentului 2 Roșiori  sau comandant al Brigăzii 1 Călărași.
În perioada Primului Război Mondial, îndeplinit funcțiile de comandant al Brigăzii 1 Călărași, în perioada 14/27 august - 2/15 septembrie 1916, comandant al comandant al Diviziei 13 Infanterie, în perioada 2/15 septembrie - 10/23 septembrie 1916 și șef de stat major al Corpului I Armată.

## Lucrări
- Chestiunea Oficierilor de Cavalerie sau Trecerea oficerilor de Stat-major din o armă in in alta, de Căpitan Oprescu din Cavalerie, brevetat de Stat-major. București (Tip. N. Miulescu), 1896
- Procedeul in execuțiunea manevrelor, de Căpitan I. Oprescu din Cavalerie, brevetat de Stat-Major. Bucuresci (Tip. Voința Națională), 1898.[7]

## Decorații
- Ordinul „Steaua României”, în grad de ofițer (1913)
- Ordinul „Coroana României”, în grad de ofițer (1904) [1]:p. 432